# 조상수 (야구인)
조상수(曺常洙. 1976년 8월 24일 ~ )은 전 KBO 리그 야구 선수의 포수이다.

## 출신학교
- 1992년 ~ 1995년 : 인천고등학교
- 1995년 ~ 1999년 : 건국대학교 (1996학번)